# Jüdische Gemeinde zu Oldenburg

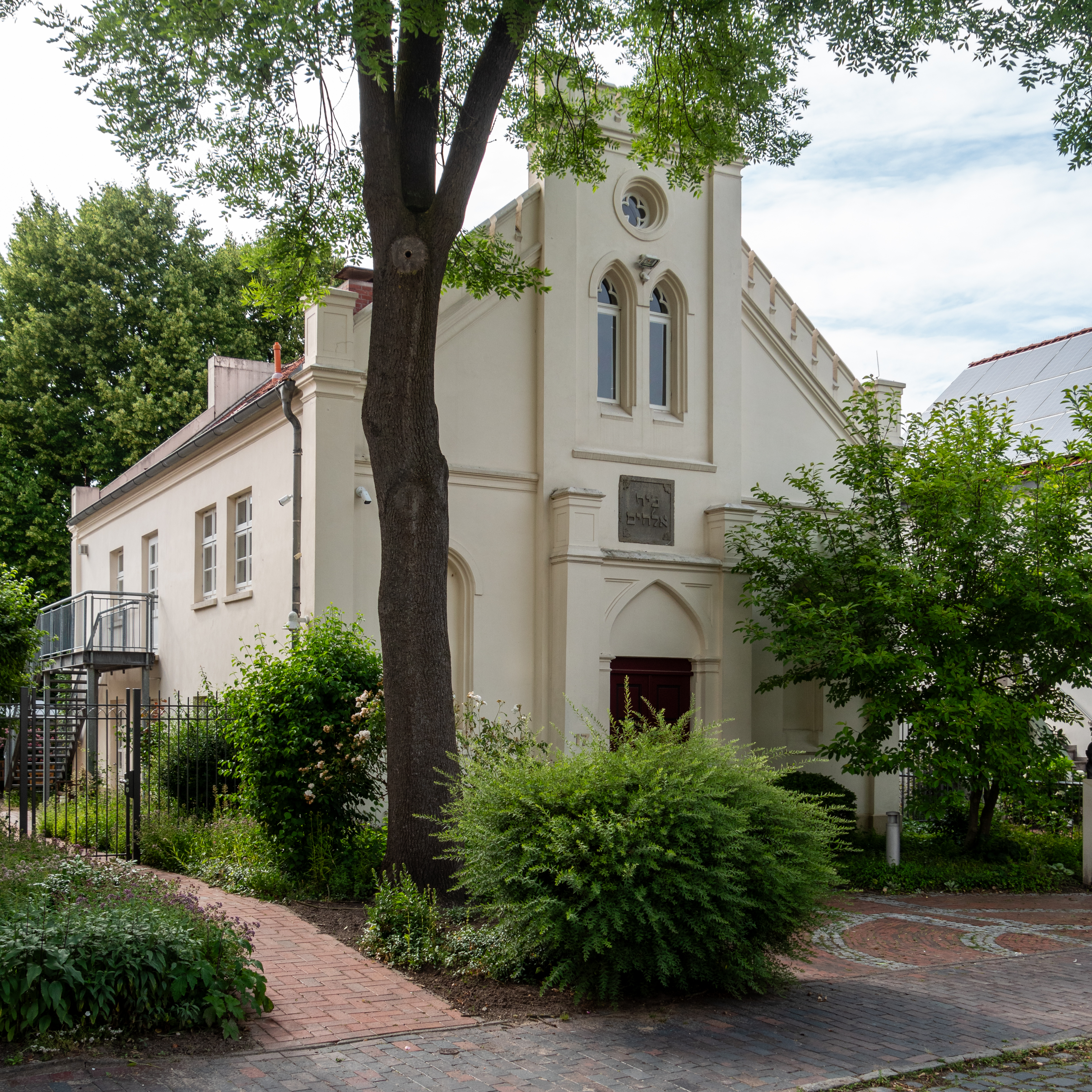
Die Synagoge in Oldenburg in der ehemaligen Baptistenkapelle

Die Jüdische Gemeinde zu Oldenburg (JGO) ist eine jüdische Gemeinde in der Stadt Oldenburg in Niedersachsen, die 1992 neu gegründet wurde.

## Geschichte

### Vorläufergemeinden

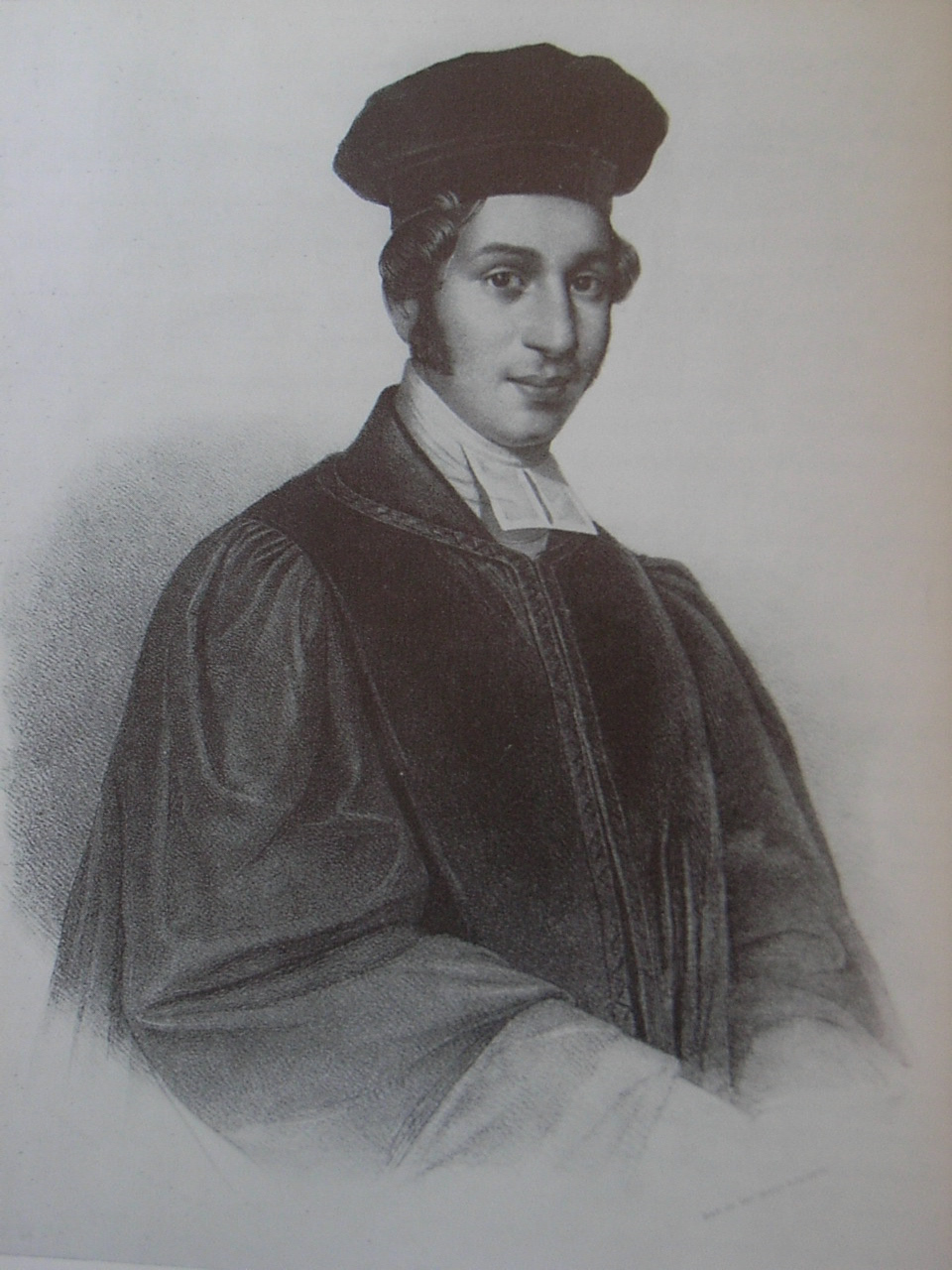
Der erste Landrabbiner Nathan Marcus Adler

Eine jüdische Synagogengemeinde existierte bereits seit Anfang des 19. Jahrhunderts in Oldenburg, der dazugehörige jüdische Friedhof Oldenburg wurde 1814 eröffnet. 1827 wurde in der Residenzstadt unter Großherzog Peter Friedrich Ludwig das erste Landesrabbinat im Herzogtum Oldenburg eingerichtet; der erste Landesrabbiner wurde der damals erst 25-jährige Nathan Marcus Adler. Die erste bekannte Synagoge befand sich von 1829 bis 1854 in einem Privathaus an der Mühlenstraße, wo auch der Rabbiner seinen Wohnsitz hatte. Den Grundstein für eine neue Synagoge mit Schulhaus an der Peterstraße legte 1854 Großherzog Nikolaus Friedrich Peter. 1905 wurde sie nach erheblichem Aus- und Umbau erneut eingeweiht. Diese Synagoge wurde im November 1938 zerstört; gleichzeitig wurde der damalige Landesrabbiner Leo Trepp zusammen mit weiteren jüdischen Männern in das Konzentrationslager Sachsenhausen verschleppt. Ihre Frauen und Kinder ereilte einige Zeit später das gleiche Schicksal. Den jüdischen Friedhof an der Dedestraße gibt es heute noch, jedoch gilt er als ein historischer Friedhof, auf dem keine Beerdigungen mehr stattfinden.
Nach dem Ende des Zweiten Weltkriegs 1945 wurde die Gemeinde neu gegründet. Unter Vorsitz von Adolf de Beer wurde zunächst ein Gebetsraum in der Cäcilienstraße eingerichtet, später wurde das Gemeindezentrum in die Lambertistraße verlegt. Die Gemeinde löste sich jedoch mangels Mitgliedern Ende 1960 wieder auf. Zwar gab es noch Juden in Oldenburg zu dieser Zeit, sie mussten allerdings bis nach Hannover fahren, um an einem Gottesdienst teilnehmen zu können.

### Gründung der heutigen Gemeinde
Die Geschichte der Neugründung der jüdischen Gemeinde zu Oldenburg geht bis in das Jahr 1983 zurück. Die Initiative zur Neugründung ging von einer dreiköpfigen Gruppe aus: Renee van Vugt, eine in Oldenburg wohnende Israelin, sowie Uta Preiss Ihle und Björn Ihle (Mutter und Sohn) aus Oldenburg, die sich aufgrund ihrer jüdischen Wurzeln entschieden, Hebräisch lernen zu wollen. Neben dem Hebräisch-Unterricht wurde auch über das Judentum gesprochen und nach einiger Zeit begann man, die jüdischen Feiertage gemeinsam zu begehen. Mit der Zeit begann man, weitere Menschen mit jüdischem Hintergrund aus Oldenburg und Umgebung zu suchen und zu den gemeinsamen Treffen einzuladen. So wurde die Gruppe größer und es kamen Menschen aus allen Bereichen hinzu, so auch die spätere langjährige Vorsitzende der Gemeinde Sara-Ruth Schumann.
Man begann, sich in einem größeren privaten Raum zu treffen, es wurde Ende der 1980er Jahre die „Jüdische Gruppe zu Oldenburg“ gegründet. Die Gruppe wandte sich an den damaligen Oberrabbiner von Niedersachsen Henry G. Brandt mit der Bitte, betreut zu werden. Er kam einmal im Monat nach Oldenburg und betreute und unterrichtete die Gruppe, bis 1992 die Gemeinde offiziell erneut gegründet wurde. Ausschlaggebend war der Wunsch nach einem Ort, an dem jüdische Traditionen wieder gelebt werden konnten. 16 Teilnehmer unterschrieben das Gründungsprotokoll der Gemeinde am 6. August 1992. Dies war nach der Shoa der zweite Versuch, in Oldenburg jüdisches Leben zu integrieren.
Wieder fanden die Gottesdienste zunächst in Privaträumen statt, bis die Stadt Oldenburg der Jüdischen Gemeinde die denkmalgeschützte ehemalige Baptistenkapelle in der Wilhelmsstraße (seit 2013: Leo-Trepp-Straße) zur Verfügung stellte. Nach umfangreichen Umbauten durch die Stadt wurde das Gebäude im März 1995 als neue Synagoge eingeweiht. Das Haus aus dem Jahr 1868 diente zunächst dem Guttemplerorden als Logenhaus und wurde ab 1916 vom benachbarten Peter Friedrich Ludwigs Hospital vorübergehend als Infektionshaus genutzt; später war hier bis 1984 das Institut für Labormedizin untergebracht. Bei der Sanierung wurde der wiederaufgefundene Schmuckstein der ersten Synagoge über das Portal des neuen Gotteshauses eingebaut. Zu dieser Zeit war die Gemeinde bereits aufgrund von Zuwanderung von Juden aus der ehemaligen Sowjetunion erheblich angewachsen. Zur Einweihung der neuen Synagoge 1995 war unter anderen auch der frühere Landesrabbiner Leo Trepp anwesend. Im Jahr 2000 wurden das Gemeindehaus neben der Synagoge und die Mikwe fertiggestellt sowie ein neuer jüdischer Friedhof in Kreyenbrück eingeweiht.
Heute zählt die Gemeinde wieder mehr als 300 Mitglieder.
Ende November 2013 wurde der jüdische Friedhof an der Dedestraße schwer geschändet und mit Hakenkreuzen und Graffiti beschmiert. Auf dem Friedhof, der im Jahr 2000 geschlossen wurde, befinden sich ca. 300 Grabstätten aus den Jahren 1814 bis 2014.
Die zunächst 1992 als eingetragener Verein gegründete Gemeinde erhielt im Dezember 2020 den Status einer Körperschaft des öffentlichen Rechts verliehen.

### Brandanschlag auf die Synagoge
Am 5. April 2024 wurde ein Brandsatz gegen eine Eingangstür der Synagoge der jüdischen Gemeinde geworfen. Bei dem Brandanschlag entstand Sachschaden, Menschen wurden nicht verletzt. Noch am Tag des Anschlags versammelten sich über 300 Menschen zu einer Mahnwache vor der Synagoge. Zwei Tage nach dem Anschlag kam es in Oldenburg zu einer Demonstration gegen Antisemitismus mit rund 500 Teilnehmern, darunter die Landtagspräsidentin Hanna Naber und der Oldenburger Oberbürgermeister Jürgen Krogmann. Der Täter, ein 27-jähriger Mann aus dem Landkreis Vechta, konnte erst nach der Vorstellung des Falls Anfang 2025 in der Fernsehreihe Aktenzeichen XY … ungelöst aufgrund von Zuschauerhinweisen identifiziert und schließlich festgenommen werden. Nach einem psychologischen Gutachten führte das Landgericht Oldenburg ein Sicherungsverfahren durch. Es entschied am 16. Juni 2025, ihn dauerhaft in ein psychiatrisches Fachkrankenhaus einzuweisen. Das Gericht kam zu der Überzeugung, dass der Mann schuldunfähig sei, weil er an paranoider Schizophrenie leide. Zum Tatzeitpunkt hatte er einen akuten Schub und handelte aus religiösem Wahn. Eine politische Tatmotivation sah das Gericht nicht. Das Urteil ist noch nicht rechtskräftig. Der Täter hatte während des Verfahrens die Vorsitzende der jüdischen Gemeinde um Entschuldigung gebeten.

## Amtierende Rabbiner
- 1992–1995: Henry G. Brandt

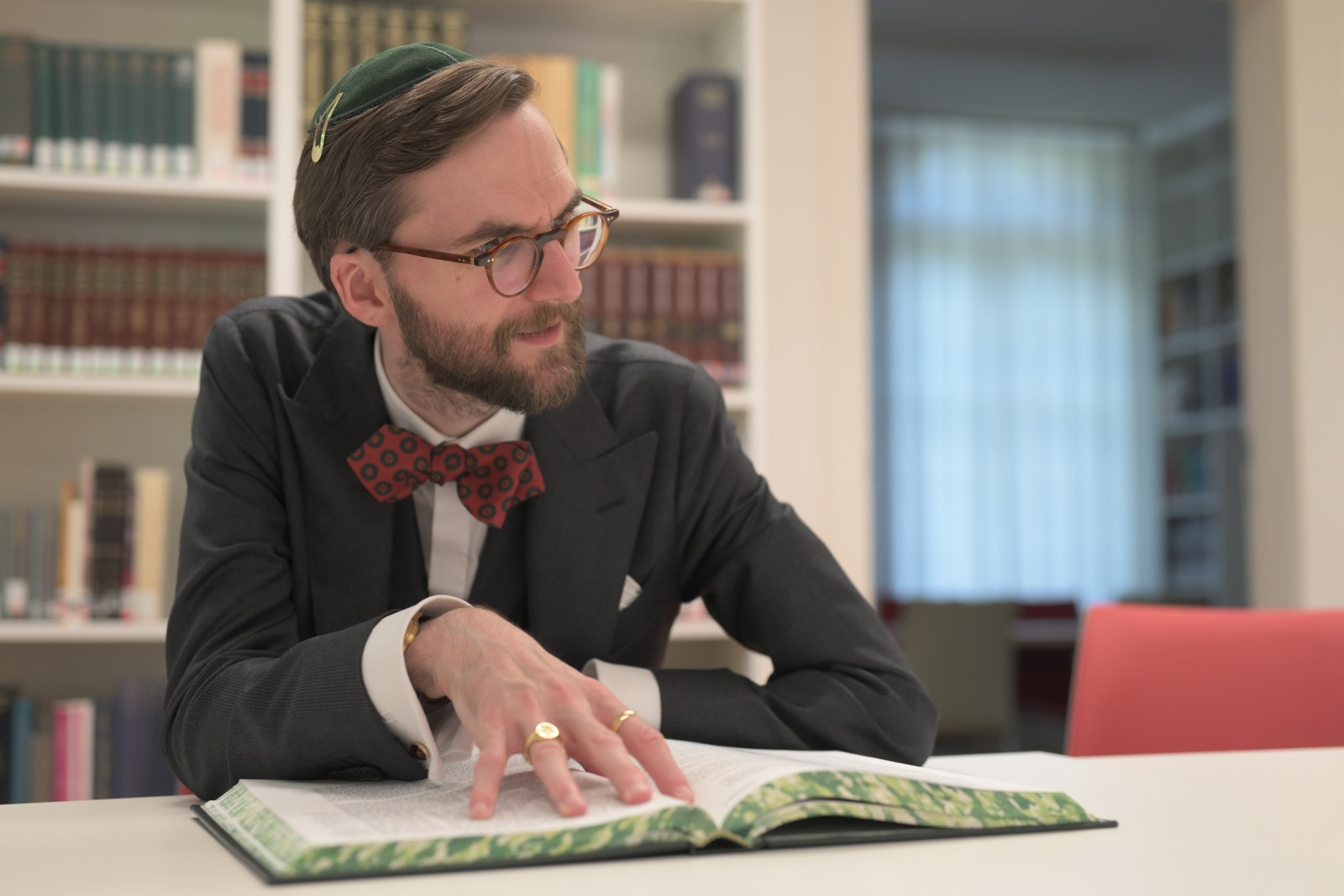
Rabbiner Levi Israel Ufferfilge

- 1995–2004: Bea Wyler (erste Frau nach der Shoah in diesem Amt)
- 2006–2008: Daniel Alter
- 2008–2010 Jonah Sievers (Landesrabbiner Niedersachsens, übergangsweise)[23]
- 2010–2024: Alina Treiger (erste in Deutschland nach 1935 ausgebildete Rabbinerin, Ortsrabbinerin für die Gemeinden Oldenburg und Delmenhorst)[24][23]
- seit 2025: Netanel Olhoeft und Levi Israel Ufferfilge[23]